# ستيفن بانكس
ستيفن بانكس (بالإنجليزية: Steven Banks)‏ هو مغني وكاتب سيناريو وممثل أمريكي، ولد في 27 نوفمبر 1954 في الولايات المتحدة.

## وصلات خارجية
- ستيفن بانكس على موقع IMDb (الإنجليزية)
- ستيفن بانكس على موقع ألو سيني (الفرنسية)
- ستيفن بانكس على موقع قاعدة بيانات الأفلام السويدية (السويدية)
- ستيفن بانكس على موقع قاعدة بيانات الفيلم (الإنجليزية)
- ستيفن بانكس على موقع كينوبويسك (الروسية)